# وال کروسیس (کارولینای شمالی)
وال کروسیس (به انگلیسی: Valle Crucis) یک محدوده ثبت‌نشده در شهرستان واتاگ ایالت کارولینای شمالی کشور ایالات متحده آمریکا است که جمعیت آن در سرشماری سال ۲۰۱۰ میلادی، ۴۱۲ نفر بوده‌است.